# Detroit Theatre District

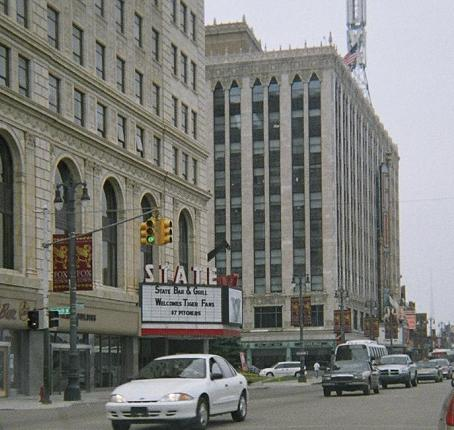
Le State Theatre est situé à côté du Fox Theatre le long de Woodward Avenue.

Le Detroit Theatre District ou quartier des théâtres à Détroit aux États-Unis regroupe un ensemble de salles de spectacle destinées au théâtre, à l'opéra et à la musique, ainsi qu'au cinéma.
La plupart de ces salles sont situées le long de Woodward Avenue (en), l'artère centrale de la ville, dans les quartiers Downtown (en), Midtown (en) et New Center (en). Plusieurs de ces théâtres historiques ont été rénovés.
- Fox Theatre,
- Fisher Theater,
- Detroit Opera House (en)
- Orchestra Hall,
- Detroit Masonic Temple Theater,
- Detroit Film Theatre au Detroit Institute of Arts,
- Gem Theatre (en),
- Century Theatre (en),
- State Theatre (en),
- City Theatre (en),
- Detroit Repertory Theatre (en),
- Bonstelle Theatre (en),
- Hilberry Theatre (en),
- Redford Theatre (en).